# Lazarus Geiger
Lazarus Geiger, född 21 maj 1829 i Frankfurt am Main, död där 29 augusti 1870, var en tysk språkfilosof. Han var brorson till Abraham Geiger.
Geiger var sedan 1861 lärare vid judiska realskolan i sin födelsestad. Huvudvikten lade han på att betona att det mänskliga språket är en nödvändig förutsättning för det mänskliga tänkandet. Han huvudarbeten är Ursprung und Entwickelung der menschlichen Sprache und Vernunft (1868–1872; andra upplagan 1899) och Ursprung der Sprache (1869; andra upplagan 1878).